# Universidad Laboral de Zamora
La Universidad Laboral de Zamora (denominada también Escuelas Profesionales José Antonio Girón, así como Fundación San José de Zamora) es una institución de enseñanza, que actualmente imparte los estudios de educación secundaria obligatoria (ESO) y bachillerato, ubicada en la ciudad de Zamora (España). Se construyó el conjunto de edificios entre 1948 y 1952, siendo el diseñador principal el arquitecto Luis Moya Blanco (1904-1990). Las gestiones administrativas necesarias para su ubicación en Zamora se realizaron por el Gobernador Eusebio Rodríguez Fernández Vila a petición de Carlos Pinilla Turiño en la posición de Subsecretario del Ministerio de Trabajo. Siendo el proyecto concebido en 1947, no se pudo finalizar hasta 1953. El conjunto de edificios se encuentra ubicado en un solar con una superficie de unos 31 500 m², diseñados con el estilo herreriano de la época. La institución funcionó como un centro docente benéfico particular, no siendo considerada como Universidad Laboral hasta el curso 1960-61.

## Historia
Los inicios del proyecto se remontan a 1946 en el que el zamorano Carlos Piñilla Turiño en calidad del Subsecretario del Ministerio de Trabajo se entrevista con el Gobernador Provinical de Zamora solicitando apoyo para la realización de una Universidad Laboral en la ciudad de Zamora. Pinilla figura como uno de los fundadores de la denominada Fundación San José, que se constituye notarialmente el 11 de junio de 1946. El propio Pinilla consigue que el arquitecto de la Universidad Laboral de Gijón, Luis Moya, se involucre finalmente en el proyecto zamorano. 
En los trabajos de diseño participan inicialmente los arquitectos Pedro Rodríguez Alonso de la Puente, Enrique Huidrobo Pardo y el hermano de Luis: Ramiro Moya Blanco. La Orden de 3 de diciembre de 1947, del Ministerio de Educación Nacional, clasifica a la Fundación San José como benéfico-docente particular. Tras la promulgación de la ley 40/1959 de 11 de mayo fue categorizada como la quinta Universidad Laboral de España. 
Se obtuvo el visto bueno del Ministerio de la Vivienda y en el Ayuntamiento de Zamora en octubre de 1947. El terreno seleccionado se encontraba a las afueras de la ciudad en el denominado “Campo de los Cascajos”. La contrata se hizo pública a los pocos meses haciéndose cargo de ella el empresario zamorano Juan Sánchez Cano. Se ofertaron 16 millones para ser ejecutados en un plazo de 24 meses. Estos plazos y presupuestos iniciales no fueron cumplidos por surgir retrasos en la entrega de los materiales de construcción tan vitales tales como cemento y hierro. El precio intervenido de estos materiales se encontraba muy lejos del valor establecido por el mercado, lo que hizo que fuese imposible cumplir los plazos intermedios ya desde los primeros meses. El fin previsto de la obra a mediados del año 1950, pronto fue imposible.
El conjunto de edificios se concluye en octubre de 1952, y finalmente el teatro en 1957. Aparece por primera vez mención honorífica de la Universidad Labroal a José Antonio Girón de Velasco.  

## Características
El edificio es de planta rectangular que se vertebra en torno a un jardín central. Se ubica en un espacio de una superficie de unos 31 500 m² que se denominaba "Campo de los Cascajos". El espacio útil de la Universidad Laboral se distribuye entre aulas, talleres, residencia de estudiantes y profesores, capilla, teatro (con aforo de 1000 personas), oficinas y seminarios. Solo dan al jardín central los dormitorios de las residencias y los comedores. 